# Susanne Reichard
Susanne Reichard (* 1963 in Wiener Neustadt) ist eine österreichische Politikerin (ÖVP, zuvor LIF). Reichard war von 2001 bis 2010 Bezirksvorsteherin des 4. Wiener Gemeindebezirks Wieden.

## Leben
Reichard besuchte das Bundesgymnasium in Wiener Neustadt und studierte nach der Matura an der Wirtschaftsuniversität Wien. In der Folge war beruflich in den Bereichen Personal, Öffentlichkeitsarbeit, Handel und Consulting tätig. Sie hat zwei Töchter, die 1992 bzw. 1994 geboren wurden.
Politisch engagierte sich Reichard bereits während ihres Studiums, wobei sie zunächst für die Junge europäische Studenteninitiative aktiv war. Danach engagierte sie sich für das Liberale Forum, baute die Bezirksgruppe des LIF in Wieden auf und war Mitglied des Landesparteivorstandes. Zudem war sie in Wieden als Bezirksrätin und Klubobfrau des LIF tätig. 1999 wechselte sie zur ÖVP und übernahm noch im selben Jahr die Funktion der stellvertretenden Obfrau des Wirtschaftsbundes Wieden. Sie war zwischen 1999 und 2006 zudem Obfrau der Frauenbewegung Wieden und wurde am 30. Mai 2001 zur Wiedener Bezirksvorsteherin gewählt. Des Weiteren ist Reichard seit 2005 geschäftsführende Bezirksparteiobfrau auf der Wieden und seit 2006 Bezirksparteiobfrau. Bei der Bezirksvertretungswahl 2005 gelang es Reichard die Spitzenposition der ÖVP im Bezirk zu halten, obwohl ihre Vorgängerin als Bezirksvorsteherin, Susanne Emmerling, mit einer eigenen Liste antrat. Im Jahr 2010 verlor die ÖVP in einem knappen Kopf-an-Kopf-Rennen Platz eins im 4. Bezirk und fiel auf den 3. Rang zurück – die SPÖ gewann mit nur fünf Stimmen Vorsprung auf die Grünen und vierzehn Stimmen vor der ÖVP. Der 62-jährige Hauptschuldirektor Leopold Plasch (SPÖ) löste daraufhin die bisherige Bezirksvorsteherin Susanne Reichard (ÖVP) ab. Reichard schied aus der Bezirksvertretung aus, blieb aber zunächst Bezirksparteiobfrau der ÖVP Wieden (Wiederwahl am 26. Januar 2011). Nach der Übernahme ihrer neuen beruflichen Funktion bei der Radagentur der Stadt Wien am 1. November 2011 trat sie von allen politischen Ämtern zurück.

## Auszeichnungen (Auswahl)
- 2023: Goldenes Ehrenzeichen für Verdienste um das Land Wien[1]